# 6'-deossicalcone sintasi
La 6'-deossicalcone sintasi è un enzima appartenente alla classe delle transferasi, che catalizza la seguente reazione:
3 malonil-CoA + 4-coumaroil-CoA + NADPH + H+ ⇄ 4 CoA + isoliquiritigenina + 3 CO2 + NADP+ + H2O
L'isoliquiritigenina è il precursore della liquiritigenina, un 5-deossiflavanone.